# Pedro Muñiz de Molina
Pedro Muñiz de Molina (Baeza, 1545-Lima, 1616) fue un clérigo y maestro español en el Perú. Hijo de Cristóbal de Molina y Luisa de Molina.
Pasó al Perú en 1568, en compañía de sus padres, con el título de maestro. Arcediano en el Cabildo Diocesano del Cuzco en 1581, participó en el III Concilio Limense de 1583.
Establecido en Lima, asumió la cátedra de Prima de Sagrada Escritura en la Universidad de San Marcos (1584), la cual había quedado vacante por el nombramiento del dominico Bartolomé de Ledesma como obispo de Oaxaca.
Por disposición del virrey Conde de Villardompardo, en abril de 1588, se desempeñó como juez visitador de las escuelas y estudio general de la Universidad. Llegó a ejercer el rectorado en tres oportunidades (1588, 1598 y 1614). Durante su gestión exigió regularidad en la asistencia a clases, tanto a los profesores como a los estudiantes; además se opuso a la graduación de quienes no se habían matriculado, a fin de cortar las pretensiones de los alumnos de los colegios de las órdenes religiosas.
Incorporado al Cabildo Metropolitano como deán (1594), fue calificador y juez ordinario de la Inquisición, provisor y vicario general del arzobispado.
Murió el 28 de septiembre de 1616, dejando su biblioteca a la Universidad.
| Predecesor: Esteban de Marañón         | Rector de la Universidad de San Marcos 1589        | Sucesor: Alonso Maldonado de Torres   |
| Predecesor: Alonso Maldonado de Torres | Rector de la Universidad de San Marcos 1598 - 1599 | Sucesor: Leandro de Larrinaga Salazar |
| Predecesor: Francisco Carrasco del Saz | Rector de la Universidad de San Marcos 1614 - 1615 | Sucesor: Juan de Soto                 |